# Radosław Romanik
Radosław Romanik (* 16. Januar 1967) ist ein ehemaliger polnischer Radrennfahrer.
Radosław Romanik begann im Jahr 2000 bei der Mannschaft MAT-Ceresit CCC. In seinem zweiten Jahr dort wurde er polnischer Meister im Straßenrennen. 2002 gewann Romanik die Gesamtwertung beim Course de la Solidarité Olympique. Nach einem Etappensieg beim Grand Prix Cycliste de Beauce 2004 konnte er 2005 die Gesamtwertung der Bałtyk-Karkonosze Tour für sich entscheiden. 2006 wurde Romanik Gesamtsieger der Slowakei-Rundfahrt.
Ende der Saison 2011 beendete er seine Karriere.

## Erfolge
2001
- Polnischer Straßenmeister

2002
- Course de la Solidarité Olympique

2005
- Bałtyk-Karkonosze Tour

2006
- Slowakei-Rundfahrt

2007
- eine Etappe Bałtyk-Karkonosze Tour

2008
- Gesamtwertung Bałtyk-Karkonosze Tour
- Mannschaftszeitfahren Mazovia Tour

## Teams
- 2000 MAT-Ceresit CCC
- 2001 CCC Mat
- 2002 CCC-Polsat
- 2003 CCC Polsat
- 2004 HOOP CCC-Polsat
- 2005 DHL-Author
- 2006 DHL-Author
- 2007 DHL-Author
- 2008 DHL-Author
- 2009 DHL-Author
- 2010 DHL-Author
- 2011 Bank BGŻ